# Minecraft Earth
Minecraft Earth è stato un videogioco in realtà aumentata sviluppato da Mojang basato sul videogioco Minecraft. È stato per la prima volta annunciato il 20 aprile 2019 e reso disponibile in accesso anticipato come gioco free to play sui dispositivi android e iOS a partire dal 17 ottobre 2019. A causa della pandemia di COVID-19, che ha comportato una limitazione della possibilità di uscire, Minecraft Earth ha perso il suo scopo principale, quindi il 1 luglio 2021 la Mojang ha deciso di chiudere i server.

## Modalità di gioco
Simile all'originale Minecraft, Earth è incentrato sulla costruzione, raccolta di risorse, crafting ed esplorazione. I giocatori possono costruire strutture in realtà aumentata in collaborazione con altri giocatori, raccogliere risorse toccando i "tappable" nella mappa di gioco e accedere alla modalità "Avventura" che potrà essere o un puzzle, o un'attività specifica, o una posizione virtuale con entità ostili da sconfiggere. Le Avventure ricompensano i giocatori con la valuta di gioco. La costruzione collaborativa viene eseguita su "piastre di costruzione" e i giocatori possono condividere le copie delle loro strutture completate. Earth presenta anche un sistema di progressione con livelli e punti esperienza.
Il game director di Minecraft Earth Torfi Olafsson, ha dichiarato che il gioco terrebbe conto di scenari fisici come alberi e laghi nel mondo virtuale.

## Sviluppo e pubblicazione
Minecraft Earth utilizza il database di OpenStreetMap per informazioni sulle mappe ed è basato sulla piattaforma Azure PlayFab di Microsoft, utilizzando Azore Spatial Anchors per le sue funzionalità di realtà aumentata.
Il gioco è dichiarato essere free-to-play e sarà supportato dai più recenti smartphone Android e iOS. Minecraft Earth è stato creato sul Bedrock Engine, lo stesso motore di Minecraft, sebbene Olafsson ha detto che Earth è un "adattamento" e "non una traduzione diretta".
Secondo il direttore creativo di Minecraft, Saxs Persson, i giocatori che interagiranno con l'ambiente che li circonda forniranno agli sviluppatori dati sull'ambiente circostante, che porteranno all'ulteriore collocamento di "Avventure" e al miglioramento della tecnologia Spatial Anchors.
Durante l'Electronic Entertainment Expo 2015, il team HoloLens di Microsoft avevano presentato una versione in realtà aumentata di Minecraft. L'8 maggio 2019 è stato pubblicato un teaser trailer che mostrava le versioni in realtà aumentata dei mob di Minecraft. Il 17 maggio, il decimo anniversario di Minecraft, Minecraft Earth è stato ufficialmente annunciato. Microsoft ha annunciato le iscrizioni per una beta chiusa per l'estate 2019, e intende rilasciare il gioco con implementazioni graduali. A giugno alcuni gameplay sono stati presentati alla Apple Worldwide Developers Conference.
A causa delle misure restrittive messe in atto durante la pandemia di COVID-19, il team ha deciso di chiudere i server del gioco. Per questo, il 5 gennaio 2021 è stato rilasciato l'ultimo aggiornamento in preparazione della chiusura avvenuta il 30 giugno 2021.